# Ludvig Håkanson
Ludvig „Ludde” Erik Håkanson (ur. 22 marca 1996 w Sztokholmie) – szwedzki koszykarz występujący na pozycjach rozgrywającego oraz rzucającego obrońcy, reprezentant kraju, obecnie zawodnik RETAbet Bilbao Basket.
5 sierpnia 2019 zawarł kontrakt ze Stelmetem BC Zielona Góra.
13 lipca 2020 został zawodnikiem hiszpańskiego RETAbet Bilbao Basket.

## Osiągnięcia
Stan na 20 lipca 2020, na podstawie, o ile nie zaznaczono inaczej.

### Drużynowe
- Mistrz Polski (2020)
- Wicemistrz:
  - Hiszpanii juniorów (2013)
  - turnieju:
    - Nike International Junior (2013)
    - L'Hospitalet (2012)

### Indywidualne
- MVP miesiąca EBL (grudzień 2019)[7]
- Zaliczony do
  - II składu EBL (2020 przez dziennikarzy)[8]
  - składu najlepszych młodych zawodników ligi Ligi Endesa (2016)

### Reprezentacja
Seniorów
- Uczestnik:
  - mistrzostw Europy (2013 – 13. miejsce)
  - kwalifikacji do mistrzostw:
    - świata (2017, 2019)
    - Europy (2014, 2016)

Młodzieżowe
- Brązowy medalista mistrzostw Europy U–16 dywizji B (2012)
- Uczestnik:
  - mistrzostw Europy dywizji B:
    - U–18 (2013 – 6. miejsce)
    - U–16 (2011 – 14. miejsce, 2012)

  - turnieju Alberta Schweitzera (2012 – 12. miejsce, 2014 – 5. miejsce)
- Lider w asystach mistrzostw Europy U–16 dywizji B (2012)[9]
- MVP mistrzostw Europy U–16 dywizji B (2012)[10]
- Zaliczony do I składu mistrzostw Europy dywizji B:
  - U–18 (2013)[11]
  - U–16 (2012)[10]